# 幕末姉妹
『幕末姉妹』（ばくまつしまい）は、1968年1月1日から同年4月1日までフジテレビ系列の月曜22時00分 - 22時45分（JST）に放送された時代劇である。

## 概要
幕末を舞台に、過酷な運命を生きる姉妹の物語。
なお本作終了後は枠を22:00 - 23:00に拡大して、海外ドラマ『電撃スパイ作戦』を放送、その後は『夜のヒットスタジオ』→『三枝の愛ラブ!爆笑クリニック』（関西テレビ制作）が続き、国産ドラマが再開するのは、本作が終了して17年半後の1985年10月7日開始の『影の軍団 幕末編』からである（本作と同じ幕末舞台の時代劇）。

## 主な出演者
- 高千穂ひづる
- 北条きく子
- 石浜朗
- 河野秋武

## スタッフ
- 原作：川口松太郎
- 主な脚本：上田しげし
- 主な演出：土屋蔵三

## 主題歌
- 「幕末姉妹」（歌：笹みどり）
  - 作詞：星野哲郎／作曲：叶弦大／編曲：安藤実親

## 参考資料
- テレビドラマデータベース

| フジテレビ系 月曜22:00 - 22:45枠 【当番組まで時代劇】 | フジテレビ系 月曜22:00 - 22:45枠 【当番組まで時代劇】 | フジテレビ系 月曜22:00 - 22:45枠 【当番組まで時代劇】 |
| 前番組                                                | 番組名                                                | 次番組                                                |
| ----------------------------------------------------- | ----------------------------------------------------- | ----------------------------------------------------- |
| ご存知からす堂                                        | 幕末姉妹                                              | 電撃スパイ作戦 （22:00 - 23:00）                      |